# Macaduma striata
Macaduma striata là một loài bướm đêm thuộc phân họ Arctiinae, họ Erebidae.